# Warwara Borodina
Warwara Borodina (russisch Варвара Бородина, wiss. Transliteration Varvara Borodina; * 13. März 1989 in Moskau, RSFSR, Sowjetunion) ist eine russische Schauspielerin.

## Leben
Borodina, deren Familie aus der Nähe der Arktis stammte, begann bereits ab ihrem siebten Lebensjahr in verschiedenen Bühnenstücken mitzuspielen. 2010 absolvierte sie ein Studium am Institute of Modern Art. 2013 lebte sie in San Francisco und nahm an Schauspielkursen der Film Acting Bay Area teil. Sie spricht neben ihrer Muttersprache Russisch Englisch und Französisch.
Sie debütierte 2001 in Den' rozhdeniya Burzhuya – 2 und wirkte danach in verschiedenen russischen Film- und Fernsehserienproduktionen mit. 2015 hatte sie eine Rolle in der US-amerikanisch-russischen Filmproduktion Hardcore.

## Filmografie (Auswahl)
- 2001: Den' rozhdeniya Burzhuya – 2 (День рождения Буржуя)
- 2008: Desantnyy batya (Десантный батя)
- 2008: Муха
- 2010: Odnazhdy v militsii (Однажды в милиции)
- 2010: Stariki (Старики)
- 2012: Metod Freyda (Метод Фрейда)
- 2013: Brat'ya po obmenu (Братья по обмену)
- 2013–2018: Molodozhka (Молодёжка) (Fernsehserie)
- 2014: Samara-2 (Самара-2)
- 2014: Svad'by ne budet (Свадьбы не будет)
- 2015: Vesenneye obostreniye (Весеннее обострение)
- 2015: Hardcore (Hardcore Henry)
- 2016: Vyyti zamuzh za Pushkina (Выйти замуж за Пушкина)
- 2016: Rodnyye lyudi (Родные люди)
- 2017: The Envelope (Konvert/Конверт)
- 2017: Otchiy bereg (Отчий берег)
- 2020: Love Spell. The Black Wedding (Privorot. Chernoe venchanie/Приворот. Черное венчание)